# Lubień (gemeente)
De gemeente Lubień is een landgemeente in het Poolse woiwodschap Klein-Polen, in powiat Myślenicki.
De zetel van de gemeente is in Lubień.
Op 30 juni 2004 telde de gemeente 9200 inwoners.

## Oppervlakte gegevens
In 2002 bedroeg de totale oppervlakte van gemeente Lubień 75,01 km², waarvan:
- agrarisch gebied: 49%
- bossen: 46%

De gemeente beslaat 11,14% van de totale oppervlakte van de powiat.

## Demografie
Stand op 30 juni 2004:
| Omschrijving                   | Totaal | Totaal | Vrouwen | Vrouwen | Mannen | Mannen |
| ------------------------------ | ------ | ------ | ------- | ------- | ------ | ------ |
| eenheid                        | aantal | %      | aantal  | %       | aantal | %      |
| inwoners                       | 9200   | 100    | 4615    | 50,2    | 4585   | 49,8   |
| bevolkingsdichtheid (inw./km²) | 122,7  | 122,7  | 61,5    | 61,5    | 61,1   | 61,1   |

In 2002 bedroeg het gemiddelde inkomen per inwoner 1245,35 zł.

## Plaatsen
Krzeczów, Lubień, Tenczyn, Skomielna Biała

## Aangrenzende gemeenten
Jordanów, Mszana Dolna, Pcim, Rabka-Zdrój, Tokarnia